# Giorgio Fabris
Giorgio Fabris (* 9. März 1953 in Conegliano) ist ein italienischer Regisseur, Filmproduzent und Schriftsteller.

## Leben
Fabris debütierte bereits mit sechzehn Jahren im Kurzfilmbereich und arbeitete für das Fernsehen. Ein bekanntes Werk aus dieser Zeit ist der Fernsehfilm Ritratto d'alpino aus dem Jahr 1977. 1979 übernahm er die Aufgabe als künstlerischer Leiter des „Teatro Accademia di Conegliano“ und wirkte auch als Theaterkritiker. Vier Jahre später wurde er Vizepräsident der „Gruppo Attività Teatrali del Triveneto“ (GAT).
Zusammen mit Michelangelo Dalto organisierte er in seiner Heimatstadt ein Filmfestival für junge Filmautoren, bevor er 1989 selbst sein Spielfilmdebüt gab. Auch der 1997 entstandene Frigidaire – Il film, den er unter dem Namen „Nat Krylov“ auch schrieb und den zugrundeliegenden Roman verfasst hatte, blieb weitgehend unbeachtet.
2007 erschien ein zweiter Roman, „Hormonal Storm“, unter dem Pseudonym „John Strozzi“. Auch mit Bruno Di Geronimo veröffentlichte er zwei Bücher. Daneben ist er als Webdesigner tätig.

## Filmografie (Auswahl)
- 1989: Parco Valentino
- 1997: Frigidaire – Il film